# Tiszta Kezek
A Tiszta Kezek, azaz a Clean Hands Hungary egy fiktív szervezet volt. Szolgáltatását 2011. január 28-ai kezdettel az interneten, a www.tisztakezek.info-n hirdette. Gyermekek fizikai fenyítését kínálta.
A portál megálmodója Nagyfügedi Gergely, aki társadalmi témájú reklámkampányok szakembere. A honlap hatalmas felháborodást keltett és igen élénk vitákat indított országszerte. Látogatóinak 10%-a határon túli magyar volt.
A fiktív szervezetnek címzett levelekhez az Országos Gyermekvédő Ligának volt hozzáférése, mely segíteni próbál a kétségbeesett szülőknek, akik éltek volna a szolgáltatással. A tisztakezek.info tehát egy médiahack volt. 2011. február 26-án nyerte el végső formáját és az Országos Gyermekvédő Liga segélyközpontjává vált.

## További hivatkozások
- Pollex - "Tiszta Kezek" - üzletet csinálnak a gyerek fenyítésből
- Subba Blog - Gyerekverés szakszerűen
- Mamami
- Nana - Fizetnél azért, hogy megverjék a gyereked?
- Hírperec - Testi fenyítést rendelhetünk rendetlenkedő gyerekünknek
- Euroastra IM - Gyerek bérverés - rendelésre, az interneten meghirdetve
- Figyelőnet - Gyerekverés rendelésre?
- Index fórum - A fizikai fenyítést bízza ránk!
- Stop - Öt-tízezer forintért megveretheti saját gyerekét[halott link]
- Híradó online - Több szülő egy erre szakosodott céggel verette volna meg gyermekét
- Footer - Tiszta Kezek – Ha gyereke megérdemli[halott link]
- Babafalva - Volt, aki idegenekkel verette volna a gyerekét
- Hír24 - Céggel verették volna gyereküket Archiválva 2011. március 7-i dátummal a Wayback Machine-ben